# Fractures (film, 2017)
Pour plus de détails, voir Fiche technique et Distribution.
Fractures est un film français de Harry Roselmack, sorti en 2017. Le casting est Alexandra Naoum, Benoit Rabillé, Farid Chamekh, Alix Bénézech, Fabien Ara, et Tony Harrisson.

## Synopsis
Fariha assume ses choix. Elle souffre depuis son enfance de l'insécurité et de la violence qui l'ont rendue matérialiste et cynique. Youssouf a comblé sa frustration et son vide intérieur en adoptant une idéologie violente et destructrice qui arbore le bord d'une religion. Il s'est converti à l'islam radical. Ces deux Français, au regard opposé sur le monde, vont à la même soirée.

## Distribution
- Alexandra Naoum : Fariha
- Benoit Rabillé : Youssouf
- Farid Chamekh : Serveur
- Alix Bénézech : Jenny
- Fabien Ara : Julien
- Tony Harrisson : Black Luda

## Autour du film
Harry Roselmack a réalisé le film Fractures de 2017. Le film a été présenté en première au Festival de Cannes 2018. Gaël Bonnel Sanchez et Harry Roselmack ont produit le film aux HTO Productions et BSP Pictures, et le film a été tourné aux Nu Boyana Film Studios.